# Ba (mitologia)

Representació de ba

El ba era un component de l'ànima per als antics egipcis, concretament la part del seu esperit o força vital que diferenciava cada difunt, com l'equivalent de la personalitat per als vius. S'ha de relacionar amb el ka, o "doble" vital, fet que explica la necessitat d'embalsamar els cossos perquè no es descomponguessin i es perdés aquesta relació.
El ba podia abandonar temporalment el cos i encarnar-se en animals o objectes sagrats per manifestar-se als vius i així actuar de pont entre la vida i la mort. El jeroglífic que la representa és una cigonya o una flama.